# Maria Alexandrovna Blank
Maria Alexandrovna Ulianova (nascida Maria Alexandrovna Blank; em russo: Мария Александровна Ульянова; São Petersburgo, 6 de março de 1835 — São Petersburgo, 12 de julho de 1916) foi a mãe de Vladimir Lenine.
Ulyanova foi um dos seis filhos nascidos em São Petersburgo. Seu pai Alexandr Blank (nascido Israel Blank) foi um próspero médico judeu que foi obrigado a se converter ao cristianismo ortodoxo para ingressar no serviço público. Sua mãe, Anna Ivanovna Groschopf, era filha de pai alemão, Johann Groschopf, e mãe sueca, Anna Östedt.
Em 1838, a mãe de Ulyanova morreu e seu pai se voltou para sua cunhada, Ekaterina von Essen, para ajudar a criar os filhos. Juntos, eles compraram uma propriedade rural perto de Kazan e levaram a família para lá.
Ulyanova foi educada em casa, estudando literatura alemã, francesa e inglesa, bem como literatura russa e ocidental. Em 1863, pegou um diploma exterior e se tornou professora de escola primária. No entanto, passaria a dedicar a maior parte de sua vida para criar os filhos.
Depois de se casar com Ilia Ulyanov, um professor em ascensão de matemática e de física, o casal viveu em prosperidade razoável em Penza. Mais tarde, se mudaram para Nizhny Novgorod e, em seguida, Simbirsk, onde Ulyanov assumiu uma posição de prestígio como inspetor de escolas primárias.
Ulyanova apresentou coragem e firmeza diante das tragédias e infortúnios que assombraram a sua família durante sua vida, ou seja, a morte de seu marido em 1886, a execução de seu filho, Aleksandr, em 1887, a morte de sua filha, Olga, em 1891, e as várias prisões e exílios do resto de seus filhos - Vladimir, Anna, Dmitry e Maria.
Foi para o exterior duas vezes para encontrar-se com Vladimir Lenin (para a França, no verão de 1902 e Estocolmo, no outono de 1910).